# Familien Hede Nielsens Fond
Familien Hede Nielsens Fond er en dansk fond, som er dannet af en del af overskuddet i den store Horsens-virksomhed Hede Nielsen A/S.
Fonden blev stiftet 1971 af brødrene Ove Hede Nielsen og Eigil Hede Nielsen. Fonden har i hele sin levetid haft til formål at støtte kulturelle, videnskabelige, sociale og uddannelsesmæssige formål, og den uddeler hvert år priser i størrelsesordenen 100- 250- og 500.000 kr. til førende danske naturvidenskabelige forskere. Fonden finansierer også store dele af Danmarks Industrimuseum. Fondens egenkapital er ikke offentliggjort.
I de senere år er det kommet frem, at fundatsen for fonden i 1981 blev ændret, og at denne ændring har været hemmeligholdt. I 2006, da en 90-års jubilæumsbog om Hede Nielsen-koncernen blev udgivet, kom det for dagens lys, at fonden oprindeligt også havde til formål at yde støtte til stifternes familier, herunder ægtefæller.
Leif Hede Nielsen er formand for bestyrelsen.